# Otto Sander
Otto Sander, född 30 juni 1941 i Hannover, Tyska riket, död 12 september 2013 i Berlin, Tyskland, var en tysk skådespelare. Sander började utbilda sig till skådespelare 1964 och gjorde professionell scendebut året därpå på Düsseldorf Kammerspiele. Samtidigt började han medverka i tysk film. Till Sanders kändaste filmroller hör Philip Thomsen i Wolfgang Petersens Ubåten samt en av änglarna, Cassiel i Wim Wenders två filmer Himmel över Berlin och Fjärran, så nära! . På grund av sin distinkta röst anlitades han också ofta som berättare i filmer och ljudböcker.

## Filmografi, urval
- 1979 – Blecktrumman
- 1980 – Palermo eller Wolfsburg
- 1981 – Ubåten
- 1986 – Rosa Luxemburg
- 1987 – Himmel över Berlin
- 1993 – Fjärran, så nära!
- 1994 – Biodagar
- 1994 – Löftet
- 1997 – Comedian Harmonists
- 2000 – Samhällets olycksbarn (TV-serie)
- 2001 – Sass
- 2006 – Parfymen: Berättelsen om en mördare (röst, tysk version)
- 2012 – Bis zum Horizont, dann links!